# テレンス・ボイド
テレンス・ボイド（Terrence Boyd, 1991年2月16日 - ）は、ドイツ・ブレーメン出身のサッカー選手。SVヴァルトホーフ・マンハイム所属。ポジションはフォワード。

## 経歴

### クラブ
ヘルタ・ベルリンの下部組織でキャリアをスタートさせ、2009年にドイツ4部に所属するセカンドチームでプロデビュー。2011年に同じくドイツ4部のボルシア・ドルトムントのセカンドチームへ自由移籍で加入し、2011-12シーズンには20得点を記録。2011年10月22日に行われたブンデスリーガ・1.FCケルン戦で初めてトップチームに招集されベンチ入りを果たしたが出場機会は訪れなかった。
2012年6月、オーストリアのSKラピード・ウィーンと3年契約を締結。2012年7月21日のヴァッカー・インスブルック戦でデビューを果たしデビュー戦で2得点を記録。ラピード・ウィーンではリーグ戦59試合で28得点を挙げた。
2014年、ドイツ2部のRBライプツィヒへ移籍。10月17日の1.FCニュルンベルク戦でデビューを果たしたが、12月7日のFCインゴルシュタット04戦で右膝前十字靭帯断裂と半月板損傷の重症を負った。その後3度の手術を経て、2016年9月11日にセカンドチームの試合である1.FCロコモティーヴェ・ライプツィヒ戦で643日ぶりに公式戦へ復帰した。
2017年1月、SVダルムシュタット98へ2018年6月までの1年半契約で移籍。
2019年2月5日、トロントFCへ完全移籍。2019シーズンは11試合に出場したが無得点に終わった。
2019年7月、ハレシャーFCに移籍。
2022年1月、1.FCカイザースラウテルンに移籍。
2024年1月10日、SVヴァルトホーフ・マンハイムに移籍。

### 代表
アメリカ代表として世代別代表でプレー。2012年5月20日に行われたスコットランド戦でA代表デビューを果たした。